# 폼푸
폼푸(Pompu)는 이탈리아 사르데냐 주 오리스타노도에 있는 코무네이다. 칼리아리에서 북서쪽으로 약 60 킬로미터 (37 mi), 오리스타노에서 남동쪽으로 약 25 킬로미터 (16 mi) 떨어져 있다.
폼푸는 다음 지자체들과 경계를 접한다: 쿠르쿠리스, 마술라스, 모르곤조리, 시말라, 시리스. 이곳에는 누라게 시대의 유적지인 프라반타가 있다.